# 福原亮

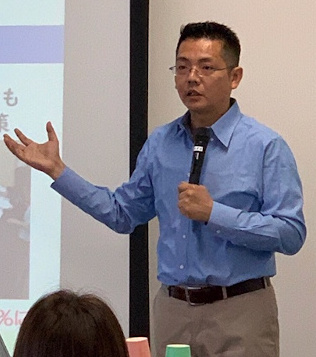

福原 亮（ふくはら りょう）は、外国人介護人材コンサルタント、看護師人材紹介事業経営者、ダンス講師である。

## 来歴・人物
東京都狛江市出身。株式会社夢生庵代表取締役。東京たまがわロータリー・クラブ会員。獨協高等学校を経て、1998年獨協大学法学部法律学科卒業。大学卒業後、総合人材サービス業（株式会社パソナソフトバンク（現・ランスタッド）、株式会社クリエアナブキ）にて勤務し、人材派遣営業職、人材紹介キャリアコンサルタントを経て、看護師人材紹介事業の立ち上げ、医療機関向け新規事業開発を担当。2013年より医療福祉サービス企業にて採用責任者として勤務。外国人介護留学生奨学金プログラムを構築し、約200名の東南アジア出身留学生の採用及び在留支援を行う一方、一般財団法人職業教育・キャリア教育財団が受託した文部科学省委託事業である専修学校グローバル化対応推進支援事業のうち介護福祉教育分科会委員を務める。2023年8月株式会社夢生庵代表取締役就任。採用コンサルティング事業、介護・飲食・宿泊事業者向け外国人材採用支援事業を手掛ける。2023年度埼玉県委託「埼玉県外国人介護職員が長く働ける、魅力ある埼玉介護の促進業務」において介護事業経営者対象セミナー講師を担当。
医療・福祉分野における外国人介護人材コンサルタントとして、主に東南アジアで活動し、在留資格である特定技能・留学に該当する外国人受け入れに関する指摘等、新聞、業界誌他、各種メディアへの寄稿、パネルディスカッションへの参加を行い、東南アジア各国の来日留学生に関する情報共有、政策への提言を行っている。また、獨協大学在学中の1997年より競技ダンスの指導に携わり、東部日本学生競技ダンス選手権Ⅰ部戦においてワルツ・スローフォックストロットの部で２種目優勝
、2018年には獨協大学舞踏研究会OB会副会長として、獨協大学オープンカレッジでのボールルームダンス講師を務める等、後進の育成に尽力している。